# Alphonse Bayonne
Alphonse Bayonne, né le 6 mai 1929 à Loandjili dans le département du Kouilou, et mort le 17 mars 2013, est un homme politique et un diplomate congolais. Il est également l'artisan principal de la mise en place d'une administration maritime moderne au Congo.

## Études et carrière administrative
Après des études primaires et secondaires, Alphonse Bayonne devient diplômé de l'École des cadres supérieurs de l'Afrique-Equatoriale française, section météo, le 1er juillet 1950. Il est ensuite intégré dans la fonction publique le 1er décembre 1952, avec le grade de rédacteur de cinquième classe. Son baccalauréat obtenu le 1er mars 1961, il entreprend des études supérieures sanctionnées par une maîtrise en sciences économiques et une autre maîtrise en droit public en juin 1972 à l'Université Bordeaux I.
En 1967, Alphonse Bayonne est le premier congolais lauréat de l'École d'administration des affaires maritimes de Bordeaux. Il est enfin diplômé de l'Institut des hautes études d'Outre-Mer.
C'est donc en toute logique, qu'il occupe le poste de premier directeur des services de la marine marchande. Sous sa houlette, les principes de "zones économiques exclusives" ou encore de "plateau continental" sont introduites dans le droit positif national congolais, permettant ainsi d’avoir la maîtrise des ressources halieutiques et des gisements pétroliers qui se trouvent au large des côtes congolaises. Son expertise a fait d'Alphonse Bayonne, le pionnier de la règlementation des activités dans les eaux maritimes congolaises.

## Carrière diplomatique et politique
Entre 1961 et 1962, Alphonse Bayonne est le premier préfet de la région de la Likouala. 
Après la reconnaissance de la Chine populaire par le Congo-Brazzaville le 22 février 1964, il est également le premier ambassadeur extraordinaire et plénipotentiaire de la République du Congo en République Populaire de Chine du 1er septembre 1964 au 16 février 1966. Il présente ses lettres de créances à Liu Shaoqi, président de la Chine, le 25 septembre 1964 à Pékin, 
Il sera remplacé à cette fonction par Apollinaire Bazinga.

## Autre activité
Alphonse Bayonne a été le fondateur et le président honoraire de l'Institut des Langues Locales au Kouilou (ILALOK).